# Porphyrella
Porphyrella, rod crvenih algi iz porodice Bangiaceae. Postoje dvije vrste, obje su morske. Porphyrella gardneri je tipična; tipski lokalitet je Point Joe, kod poluotoka Monterey u Kaliforniji. Druga vrsta P. californica otkrivena 1945. kod otoka Santa Cruz u Kaliforniji

## Vrste
1. Porphyrella californica G.J.Hollenberg
2. Porphyrella gardneri G.M.Smith & Hollenberg